# Estàndard de tensió Josephson

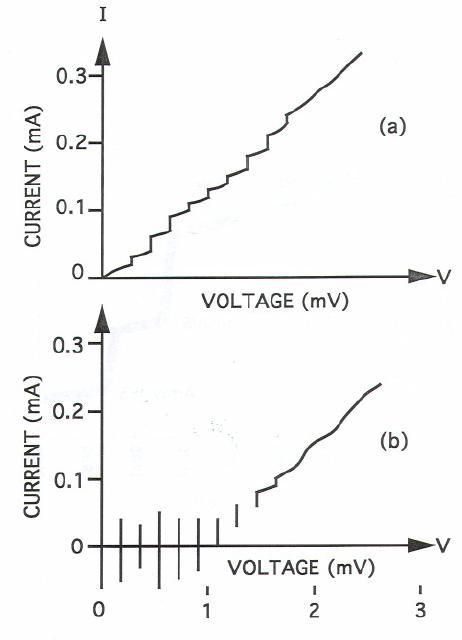
Fig. 1 Passos de tensió constant a la corba I–V d'una unió conduïda amb radiació de microones per a (a) una unió de baixa capacitat i (b) una unió d'alta capacitat.

Un estàndard de tensió Josephson és un sistema complex que utilitza un xip de circuit integrat superconductor que funciona a una temperatura de 4ºK per generar tensions estables que només depenen d'una freqüència aplicada i constants fonamentals. És un estàndard intrínsec en el sentit que no depèn de cap artefacte físic. És el mètode més precís per generar o mesurar tensió i, per acord internacional l'any 1990, és la base dels estàndards de tensió a tot el món.

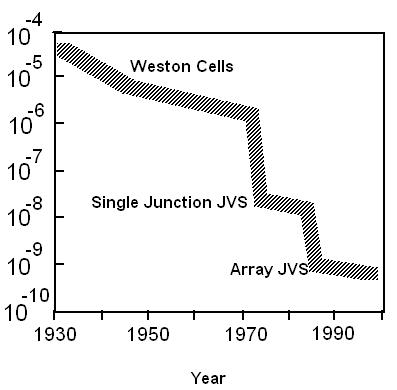
Fig. 2 El nivell aproximat d'acord en les mesures de tensió de CC entre els laboratoris d'estàndards durant els anys 1930 a 2000.

L'any 1962, Brian Josephson, un estudiant de postgrau a la Universitat de Cambridge, va derivar equacions per al corrent i la tensió a través d'una unió formada per una fina barrera aïllant que separa dos superconductors, que ara es coneix generalment com a unió de Josephson. Les seves equacions prediuen que si una unió és conduïda a freqüència {\displaystyle f}, aleshores la seva corba corrent-tensió (I-V) desenvoluparà regions de tensió constant als valors {\displaystyle nhf/2e}, on {\displaystyle n} és un nombre enter i {\displaystyle h/e} és la relació de la constant de Planck {\displaystyle h} a la càrrega elemental {\displaystyle e} . Aquesta predicció va ser verificada experimentalment per Shapiro el 1963 i s'ha conegut com l'efecte (invers) AC Josephson. Aquest efecte va trobar una aplicació immediata en metrologia perquè relaciona el volt amb el segon mitjançant una proporcionalitat que només implica constants fonamentals. Inicialment, això va comportar una millora del valor de la ràtio {\displaystyle h/e} . Avui és la base de tots els estàndards de tensió primària. L'equació de Josephson per al supercorrent a través d'una unió túnel superconductora ve donada per
{\displaystyle I=I_{\text{c}}\sin {\Bigl (}{4\pi e \over h}\int Vdt{\Bigr )}}
on {\displaystyle I} és el corrent d'unió, {\displaystyle I_{\text{c}}} és el corrent crític, {\displaystyle V} és la tensió de la unió. {\displaystyle I_{\text{c}}} és una funció de la geometria de la unió, la temperatura i qualsevol camp magnètic residual dins dels escuts magnètics que s'utilitzen amb dispositius estàndard de tensió. Quan s'aplica una tensió de corrent continu a través de la unió, l'eq. (1) mostra que el corrent oscil·larà a una freqüència {\displaystyle f_{\text{J}}=2eV/h}, on {\displaystyle 2e/h} és aproximadament igual a 484 GHz/mV. La freqüència molt alta i el baix nivell d'aquesta oscil·lació dificulten l'observació directa. No obstant això, si un corrent alterna a freqüència {\displaystyle f} s'aplica a la unió, l'oscil·lació de la unió {\displaystyle f_{\text{J}}} tendeix a un bloqueig de fase a la freqüència aplicada. Sota aquest bloqueig de fase, la tensió mitjana a través de la unió és igual {\displaystyle hf/2e} . Aquest efecte, conegut com l'efecte Josephson (invers) de CA, s'observa com un pas de tensió constant a {\displaystyle V=hf/2e} a la corba tensió-corrent (I–V) de la unió. També és possible que la unió es bloquegi en fase als harmònics {\displaystyle f}. Això dona lloc a una sèrie de passos a voltatges {\displaystyle V=nhf/2e}, on {\displaystyle n} és un nombre enter, tal com es mostra a la figura 1a.